# Silvia Cristóbal
Silvia Cristóbal Fernández (* 1. Mai 2008 in Madrid) ist eine spanische Fußballspielerin. Zumeist wird sie als Innenverteidigerin eingesetzt.

## Karriere

### Verein
Silvia Cristóbal begann ihre Vereinslaufbahn mit sechs Jahren beim Madrider Klub Escuela Deportiva Moratalaz. Im Alter von zehn Jahren wechselte sie zum Madrid CFF, wo sie drei Saisons verbringen sollte. Im Sommer 2021 schloss sich die damals dreizehnjährige Silvia Cristóbal der Jugend von Real Madrid an, wo sie zunächst für die U16-Mannschaft (Cadete) auflief. Im Jahr 2023 gelangte sie schließlich in die A-Jugend des Klubs und am 11. Dezember 2024 feierte sie mit der Zweitmannschaft des Klubs in einem Ligaspiel der Primera Federación gegen SE AEM Lleida ihr Debüt im Erwachsenenbereich.
Im Januar 2025 wurde Silvia Cristóbal von Trainer Alberto Toril erstmals in den Kader der ersten Mannschaft einberufen, ihren ersten Einsatz hatte die damals sechzehnjährige am 12. April dieses Jahres in einem Meisterschaftsspiel gegen SD Eibar, nachdem sie zur Halbzeitpause für Maëlle Lakrar eingewechselt worden war.

### Nationalmannschaft
Silvia Cristóbal, die in den Jahren 2022 und 2023 mehrere Freundschaftsspiele für die U15 und U16 ihres Landes bestritten hatte, debütierte am 25. Oktober 2023 in der Spanischen U-17-Nationalmannschaft. Mit dieser gewann sie bei der Endrunde der EM 2024 durch ein 4:0 im Endspiel gegen England den Titel. Sie selbst kam in drei Spielen zum Einsatz, verpasste jedoch das Endspiel aufgrund einer im Halbfinale erlittenen Verletzung. Ihr Debüt in der U19 Spaniens feierte die erst 16-Jährige am 25. Oktober 2024 in einem Freundschaftsspiel gegen Frankreich.

## Erfolge und Ehrungen
Nationalmannschaft
- U-17-Europameisterschaft: 2024